# 1644

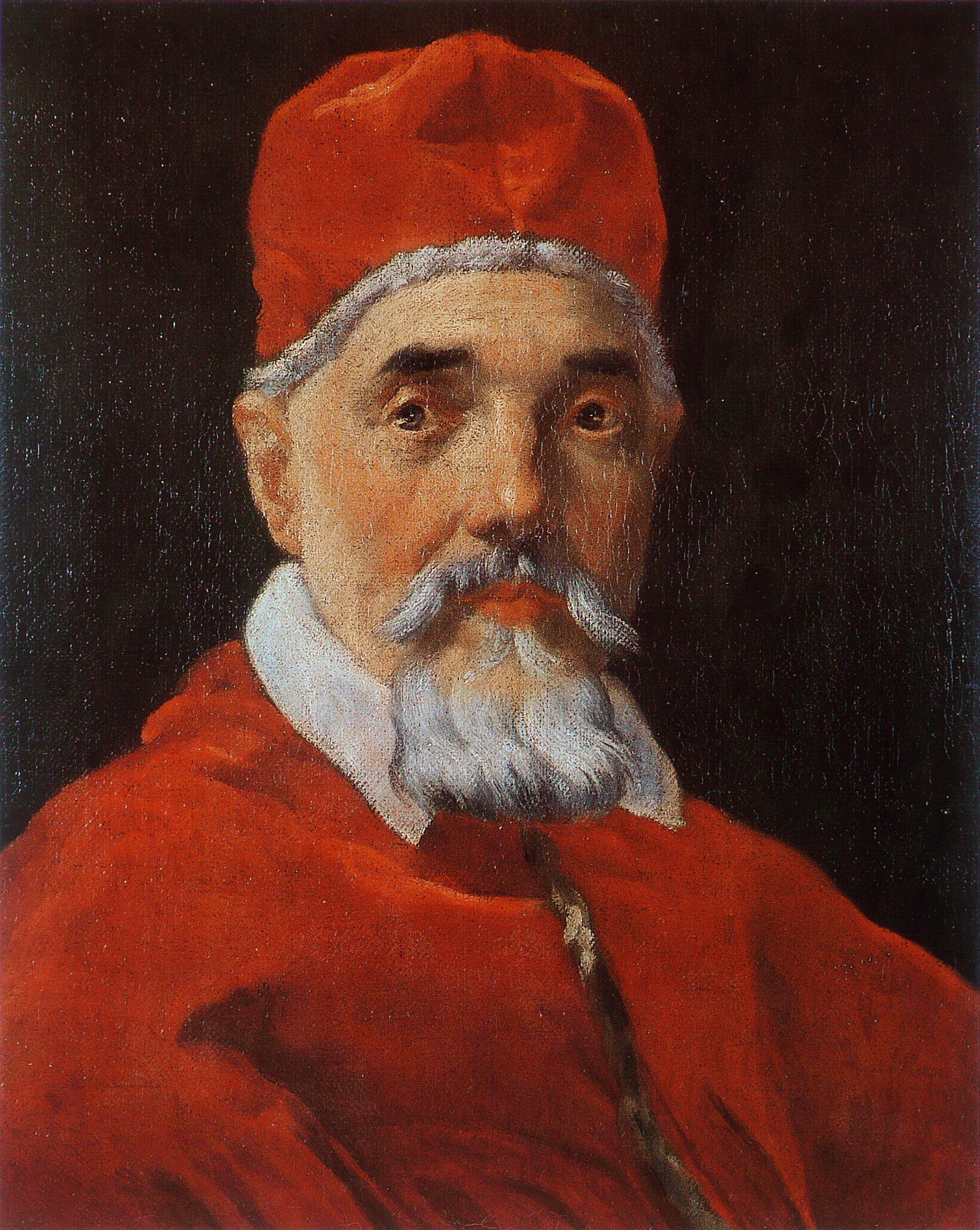
Paus Urbanus VIII

Het jaar 1644 is het 44e jaar in de 17e eeuw volgens de christelijke jaartelling.

## Gebeurtenissen
januari
- januari - Vanuit Batavia herovert François Caron voor de VOC Fort Negombo aan de westkust van Ceylon op de Portugezen.

maart
- 19 - In Peking plegen tweehonderd leden van de keizerlijke familie en de hofhouding zelfmoord, nadat de keizer dat eerder had gedaan. De Qing-dynastie verdrijft de Ming-dynastie.

mei
- 28 - Johan Maurits van Nassau-Siegen verlaat Recife en keert terug naar de Nederlanden. Hij heeft ontslag genomen uit onvrede over de bezuinigingen door de West-Indische Compagnie.

juni
- 9 - De bezittingen van de graaf van Arenberg worden verheven tot hertogdom Arenberg.

juli
- 2 - Slag bij Marston Moor: in de Engelse Burgeroorlog verslaan de legers van het parlement de troepen van koning Karel I van Engeland. Ze krijgen hierdoor controle over Noord-Engeland.

september
- 2 - In de Slag bij Lostwithiel, Cornwall, lijdt de parlementaire infanterie onder de graaf van Essex een nederlaag tegen het koninklijke leger.
- 20 - Manuel de Castel Rodrigo wordt landvoogd van de Zuidelijke Nederlanden, als opvolger van Francisco de Melo.

oktober
- 4 - Keuze van een nieuwe paus: Innocentius X.
- 26 - Ook in de Tweede Slag bij Newbury in Berkshire behaalt het parlement de overwinning.

december
- 9 - Koningin Christina I van Zweden wordt ingehuldigd door de Rijksdag van de vier standen in het slot Stockholm. Daarmee komt een eind aan het twaalfjarig regentschap van de Rijksraad.

zonder datum
- De gecombineerde Nederlands-Deense vloot onder Maarten Thyssen verslaat in de Zeeslag in het Listerdiep bij de Deense Belt een Zweedse vloot.
- Drooglegging van het Slotermeer.

## Beeldende kunst

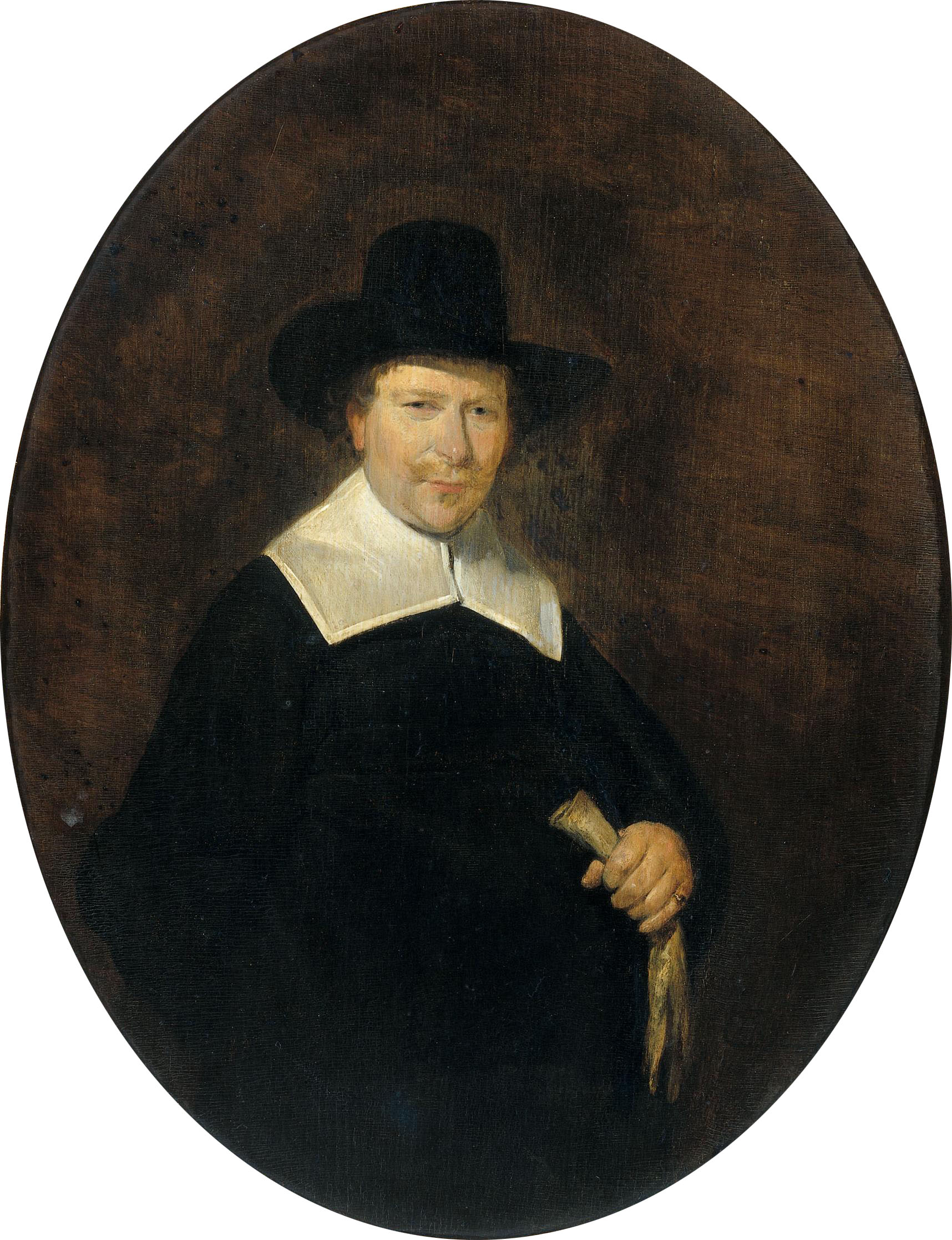
Gerard Abrahamsz van der Schalcke (1648) Gerard ter Borch (II)

## Bouwkunst

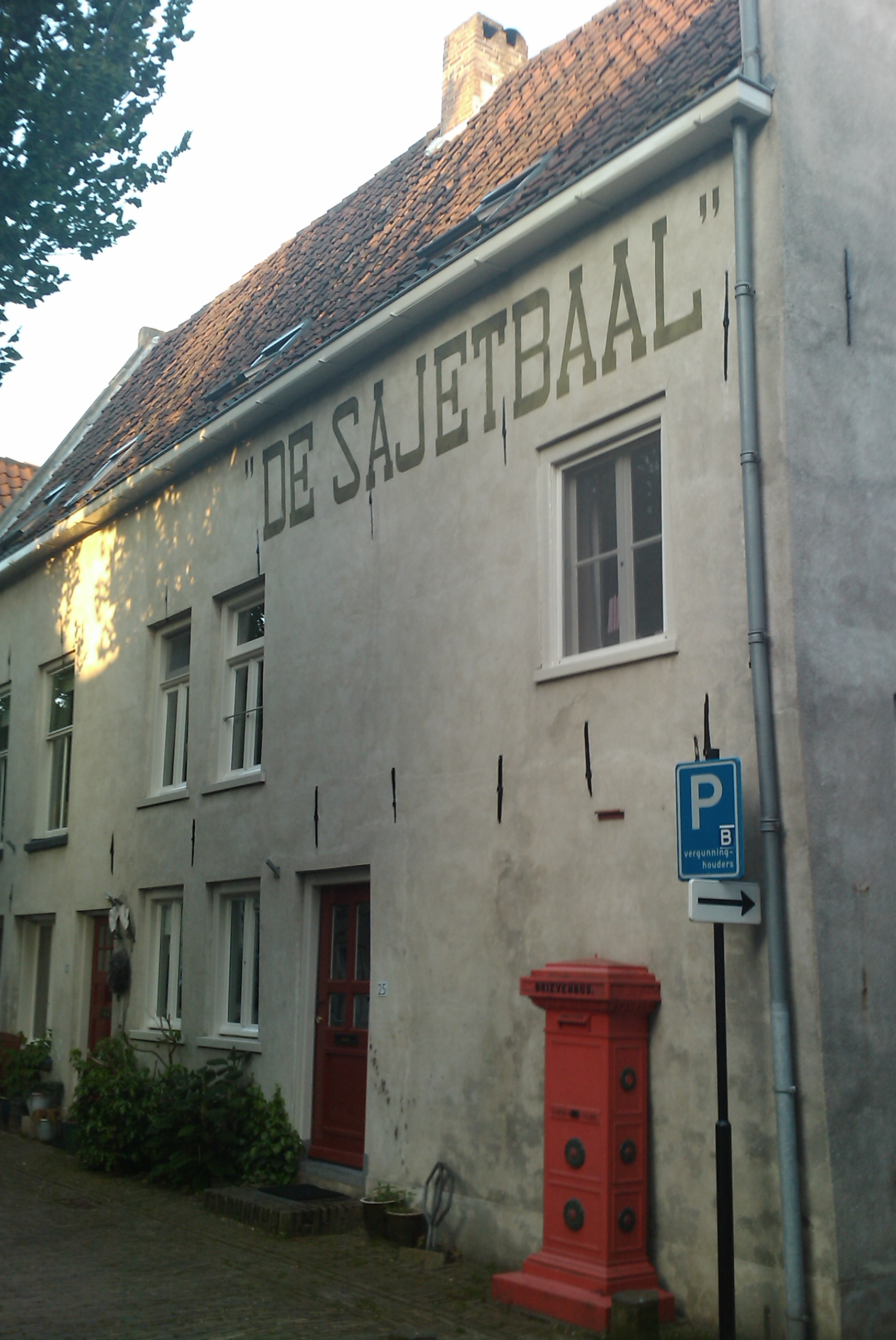
De Sajetbaal, Deventer (1644)